# Máy tính bỏ túi

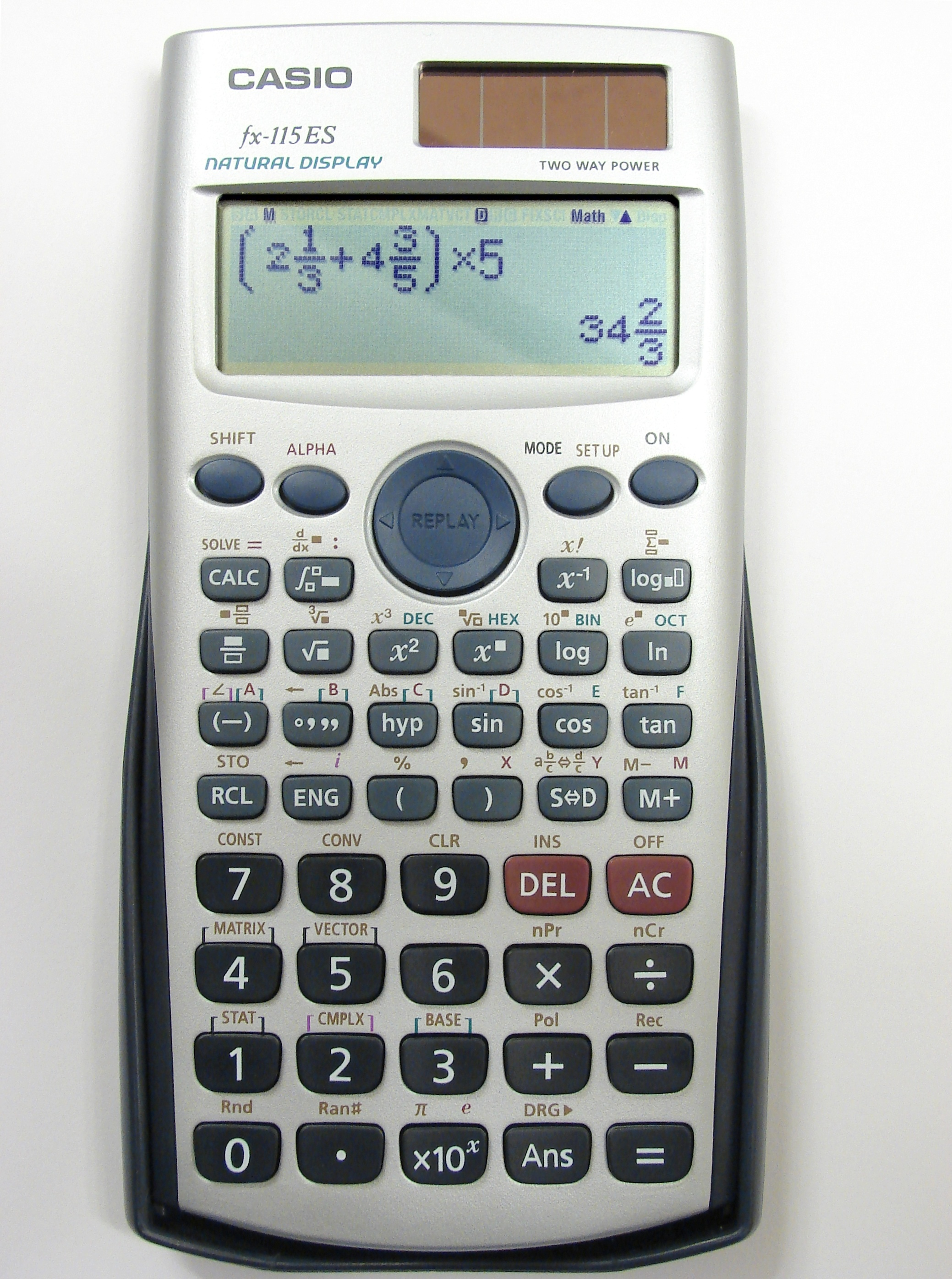
Máy tính bỏ túi hiện đại với màn hình LCD ma trận điểm (dot-matrix).

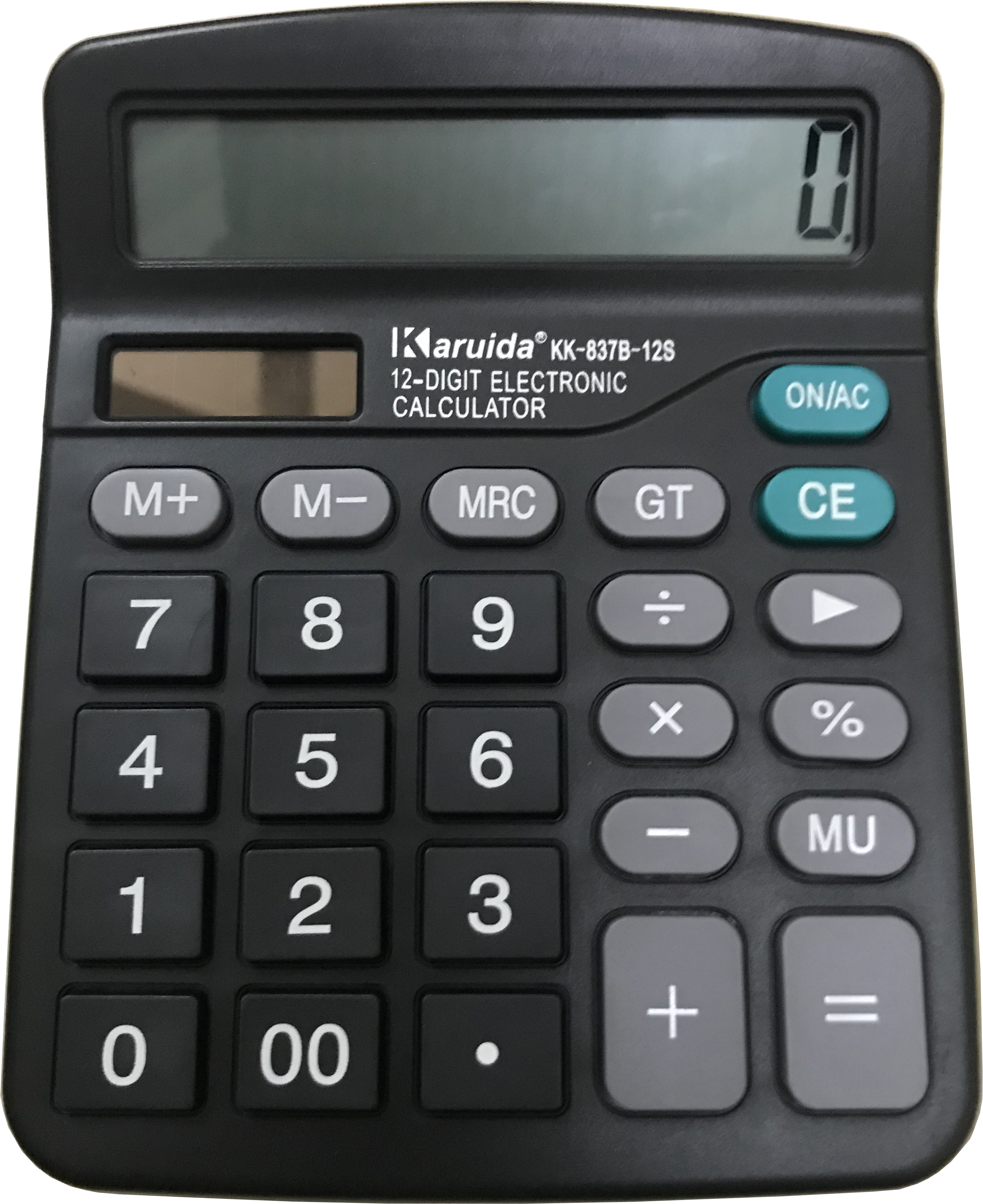
Một chiếc máy tính cơ bản điển hình, hiển thị các số dạng 7 đoạn thẳng.

Máy tính bỏ túi (còn được gọi là máy tính toán, máy tính cầm tay, gọi tắt là máy tính) là một thiết bị điện tử nhỏ gọn được dùng để thực hiện việc tính toán từ đơn giản đến phức tạp.

## Thiết kế

### Bố cục phím
Các phím sau đây xuất hiện trên phần lớn máy tính bỏ túi. Dù các phím số thường được sắp xếp theo cùng tiêu chuẩn, vị trí của các phím khác lại thay đổi tuỳ theo mẫu mã; minh hoạ dưới đây là một ví dụ.
| MC | MR | M− | M+ |
| C  | ±  | %  | √  |
| 7  | 8  | 9  | ÷  |
| 4  | 5  | 6  | ×  |
| 1  | 2  | 3  | −  |
| 0  | .  | =  | +  |

| MC or CM        | Memory Clear: Xoá bộ nhớ |
| MR, RM, hay MRC | Memory Recall: Gọi lại bộ nhớ |
| M−              | Memory Subtraction: Trừ đi bộ nhớ |
| M+              | Memory Addition: Cộng vào bộ nhớ |
| C hoặc AC       | All Clear: Xoá tất cả |
| CE              | Clear (last) Entry: xoá mục (cuối); thỉnh thoảng được ghi là CE/C: lần bấm đầu tiên sẽ xoá mục cuối (CE), lần bấm thứ hai thì xoá tất cả (C) |
| ± hoặc CHS      | Đổi giữa số dương và số âm, còn có nghĩa là đổi dấu (CHange Sign)                                                                            |
| %               | Phần trăm |
| ÷               | Phép chia |
| ×               | Phép nhân |
| −               | Phép trừ |
| +               | Phép cộng |
| .               | Dấu thập phân |
| √               | Căn bậc hai |
| =               | Kết quả |

## Lịch sử
Bàn tính cơ học chính là tiền thân của máy tính bỏ túi ngày nay. Công cụ tính toán số học đầu tiên được biết đến là chiếc bàn tính (Abacus) được sử dụng bởi những người Sumer và người Ai Cập vào khoảng 2000 năm trước công nguyên. Sau đó, bàn tính được sử dụng rộng rãi ở các nước Châu Á, châu Phi, châu Mỹ và nhiều vùng lãnh thổ khác chủ yếu bởi các thương nhân. Cho đến ngày nay, vẫn còn khá nhiều người sử dụng loại bàn tính cơ học của người Trung Quốc, với các hạt được xâu thành chuỗi theo chiều dọc trong một khung gỗ chữ nhật. Đến năm 1964, Công ty Nhật Bản Sharp đã chế tạo được chiếc máy tính đầu tiên có thể tự thực hiện các phép tính toán, mặc dù chiếc máy tính có kích thước gần bằng một chiếc xe ô tô. Năm 1967, Texas Instruments giới thiệu dự án công nghệ "Cal Tech" với chiếc máy tính bỏ túi đầu tiên có kích thước nhỏ gọn, có khả năng thực hiện các phép tính đơn giản như cộng, trừ, nhân, chia,... Sau đó vài năm, Canon đã sử dụng công nghệ này để sản xuất những chiếc máy tính bỏ túi thương mại đầu tiên và bán rộng rãi trên thị trường với giá 400 USD. Tuy nhiên chỉ đến năm 1971, sau khi Intel ra mắt mẫu chip xử lý thương mại đầu tiên là Intel 4004, những chiếc máy tính bỏ túi mới thực sự trở nên hữu dụng với khả năng tính toán tốt hơn, kích thước nhỏ hơn cũng như giá thành hợp lý hơn.
Cho đến nay, với sự phát triển của khoa học công nghệ, những chiếc máy tính bỏ túi không chỉ đơn giản là thực hiện các phép tính cộng, trừ, nhân, chia. Mà bên cạnh đó chúng còn có khả năng thực hiện nhiều phép biến đổi, các hàm lượng giác và logarit, làm việc với các hằng số như pi và e, tính toán với số phức hay phân số, giải phương trình, phân tích thống kê, xác suất hay ma trận. Các máy tính có màn hình độ phân giải cao và vi xử lý được thiết kế mạnh hơn còn có khả năng vẽ đồ thị và tích hợp các ngôn ngữ lập trình, chẳng hạn TI-BASIC của Texas Instruments.

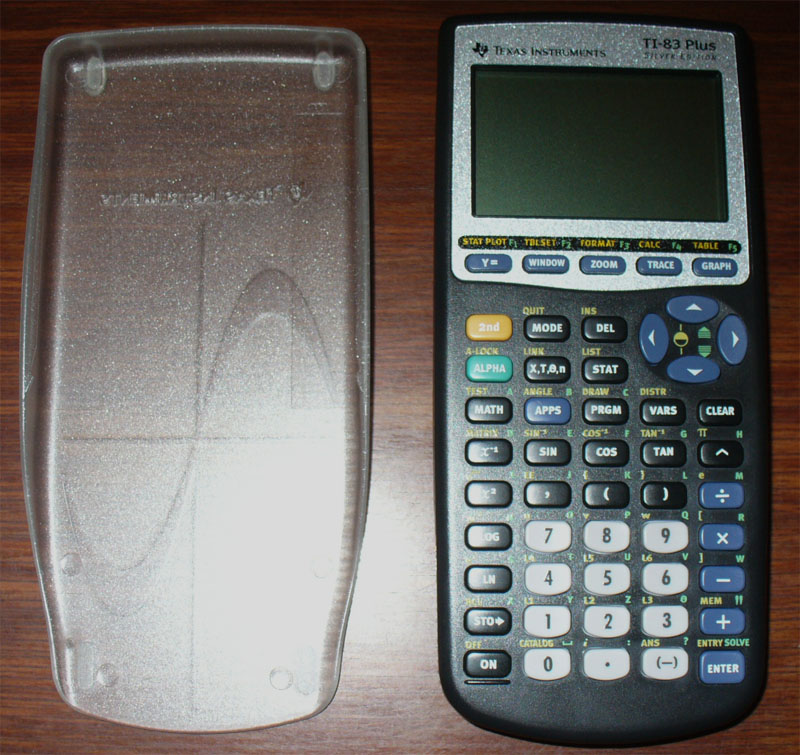
Một chiếc máy tính đồ họa (Texas Instruments TI-83 Plus) kèm nắp nhựa (trái)

## Cấu tạo và cơ chế

### Cấu tạo
Một chiếc máy tính bỏ túi có một chip vi xử lý đơn để giải các phép tính và thuật toán. Bên cạnh đó nó được trang bị một bảng mạch với các nút cao su hoặc nhựa phía trên để bạn nhập dữ liệu và các phép tính. Giống như mô hình của một chiếc điều khiển từ xa, khi bấm một nút trên bàn phím, một mạch điều khiển sẽ được đóng phía dưới lớp cao su và gửi các xung điện đến chip xử lý, đồng thời gửi tín hiệu đến màn hình hiển thị.
Màn hình của hầu hết các máy tính bỏ túi đầu tiên là loại màn hình LED hay diode chân không. Sau này, việc sử dụng màn hình tinh thể lỏng hay màn hình LCD giúp tiết kiệm điện năng hơn.
Nguồn năng lượng chính được sử dụng trong các máy tính bỏ túi là pin, nhưng máy tính đầu tiên sử dụng các hệ thống pin khá cồng kềnh khiến cho chúng có kích thước rất lớn. Ngày nay, công nghệ năng lượng phát triển giúp pin ngày càng nhỏ gọn hơn, giúp giảm bớt kích thước của những chiếc máy tính bỏ túi hiện đại và có hiệu suất pin cao hơn. Bên cạnh đó, những chiếc máy tính bỏ túi sử dụng rất ít năng lượng, do đó một miếng pin năng lượng mặt trời nhỏ cũng có khả năng cung cấp đủ nguồn điện năng cần thiết cho máy hoạt động. Do đó mà từ năm 1970, có khá nhiều loại máy tính bỏ túi được trang bị sẵn pin năng lượng mặt trời để cung cấp điện năng song song với pin hóa học thông thường.
Các máy tính bỏ túi cũng có khả năng lưu trữ dữ liệu ngắn hạn trong bộ nhớ, tương tự bộ nhớ RAM. Các máy tính bỏ túi hiện đại có khả năng lưu trữ nhiều hơn, đồng thời có thể gán dữ liệu vào các biến và truy suất ra khi tính toán.

### Nguyên lí hoạt động
Như đã nói ở trên, những chiếc máy tính bỏ túi có thể thực hiện các phép tính nhờ vào hệ thống mạch tích hợp và chip vi xử lý. Các mạch này sử dụng bóng bán dẫn để thực hiện các phép tính cộng, trừ cũng như các phép tính phức tạp hơn như số mũ hay căn. Về cơ bản, khả năng tính toán phụ thuộc vào số lượng các bóng bán dẫn, càng nhiều bóng bán dẫn thì chiếc máy tính càng có khả năng tính toán phức tạp hơn. Ngày nay, các máy tính bỏ túi hiện đại đều có một tiêu chuẩn về mạch tích hợp với số lượng các bóng bán dẫn gần giống nhau.
Giống như các hệ thống điện tử khác, chip xử lý bên trong sẽ chuyển đổi các thông tin mà bạn nhập từ bàn phím thành hệ nhị phân tương đương. Trong hệ nhị phân chỉ hiển thị hai số 1 và 0, vi mạch sử dụng logic nhị phân bằng cách chuyển các bóng bán dẫn bật hoặc tắt. 
Ví dụ nếu bạn muốn cộng phép tính "2+2", máy tính sẽ chuyển số "2" về hệ nhị phân là "10" sau đó sẽ cộng với nhau theo chiều dọc. Ở đây có thể thấy ở hàng đơn vị là "0+0" do đó ta sẽ có giá trị là "0", tiếp đến hàng chục "1+1" sẽ được giá trị "2". Tuy nhiên hệ nhị phân lại không hiển thị số 2, do đó nó sẽ được thay bằng "10", vậy ta sẽ có giá trị cuối cùng là "100" chuyển đổi về hệ thập phân sẽ bằng 4.
Cách hiển thị trên màn hình của máy tính bỏ túi cũng sử dụng logic nhị phân này. Nếu bạn để ý sẽ thấy mỗi ô trống hiện thị có 7 vạch ngắn, giúp nó có thể hiển thị tất cả các số từ 0-9, ví dụ số 3 sẽ được hiển thị bằng 5 vạch. Các vạch này sẽ được bật hoặc tắt tùy thuộc vào thông tin gửi đến từ chip xử lý, giúp nó có thể hiển thị giá trị nhập cũng như kết quả của phép tính trên màn hình.

## Công ty sản xuất phổ biến:
- Aurora Office Equipment Company (Trung Quốc)
- Canon Electronic Business Machines Co., Ltd.(Hồng Kông)
- Casio Computer Co., Ltd. (Nhật Bản)
- Citizen Systems Japan Co., Ltd. (Nhật Bản)
- Hewlett-Packard Development Company, L.P. (Hoa Kỳ)
- Sharp Corporation (Nhật Bản)
- Texas Instruments Inc. (Hoa Kỳ)